# 昌雲軒清春
昌雲軒 清春（しょううんけん せいしゅん、生没年不詳）は、江戸時代前期の俳人。

## 経歴・人物
万治頃の人物で、斎藤徳元の門人。